# Pouteria sandwicensis
Pouteria sandwicensis es una especie de árbol de la familia Sapotaceae, endémica de las principales islas de Hawái. Los nombres de esta especie en el idioma hawaiano incluyen ʻĀlaʻa, Āulu y ʻĒlaʻa. Se encuentra en bosques secos y mesobosques entre los 240 y 980 m de altitud.

## Descripción
El tronco alcanza una altura de 15 m y un diámetro de 40 cm. La corteza gruesa es gris y agrietada, con una capa interna anaranjada. Las hojas son alternas, gruesas, coriáceas, oblongas o elípticas, y miden de 6 a 14 cm de largo por 3 a 6 cm de ancho. Las superficies superiores de las hojas son glabras y de color verde brillante, mientras que las superficies inferiores son opacas y pueden presentar pelos prensados de color bronce o marrón rojizo. Los pelos a veces se encuentran solo en las puntas de las hojas nuevas. Las inflorescencias con una a cuatro flores en forma de campana se encuentran en la base de las hojas. La fruta, una baya, mide de 3 a 4 cm  de diámetro y es de color amarillo, naranja o negro violáceo. Cada fruta contiene de una a cinco semillas, que miden aproximadamente 2 cm  de largo y son de color marrón amarillento.

## Usos
La madera es amarilla con vetas negras, extremadamente dura y de veta compacta. Los hawaianos nativos la usaban en la construcción de casas, para fabricar las bordas estabilizadoras las canoas, palos de excavación y lanzas. La savia lechosa y pegajosa se usaba como pegamento para mangos de armas y herramientas y como pegante para atrapar aves, al igual que las semillas de Pisonia spp..